# Eremochilus peregrinus
Eremochilus peregrinus is een keversoort uit de familie lieveheersbeestjes (Coccinellidae). De wetenschappelijke naam van de soort is voor het eerst geldig gepubliceerd in 1912 door Weise.